# Produktivitätszulage
Bei der Produktivitätszulage handelt es sich um eine tariflich geregelte Lohnzulage für Zeitarbeiter. Ist ein Zeitarbeiter ununterbrochen länger als neun Monate bzw. zwölf Monate im selben Betrieb beschäftigt, so erhält er eine Produktivitätszulage in Höhe von 1,5 % bzw. 3,0 %.